# Siberisch Kraton

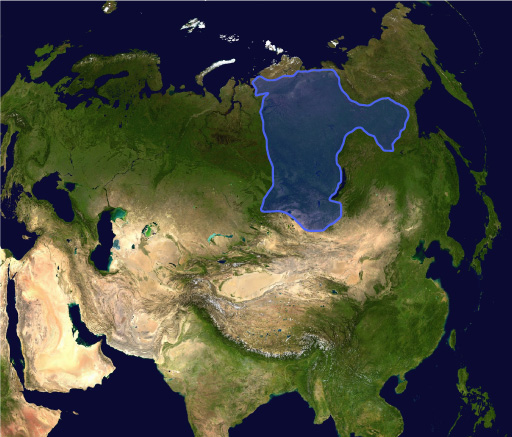
Locatie van het Siberisch schild in Azië

Het Siberisch Kraton, dat overeenkomt met het voormalige continent Siberia, is een van de oudste kratons op Aarde en bestond al ten tijde van het Archeïcum. Het is een groot stabiel geologisch gebied bestaande uit Precambrisch gesteente in het noordoosten van Azië (en van de Euraziatische Plaat). Het kraton omvat een groot deel van Siberië in Rusland. Meestal worden de grenzen gelegd bij de Jenisej in het westen, de Lena in het oosten, de Noordelijke IJszee in het noorden en het Baikalmeer in het zuiden. Het is een van de oudste gedeelten van de aardkorst.
Het grootste gedeelte van het kraton is een platform, dat bestaat uit lagen van vroeg-Paleozoïsche afzettingen. Aangenomen wordt dat het gebied sinds het vroege Paleozoïcum niet meer onder water is gekomen van de binnenstromende zeeën, die het grootste gedeelte van de landmassa's hebben overstroomd. Het gebied bestaat overwegend uit toendra en taiga en is zeer rijk aan delfstoffen.

## Geschiedenis
Het Siberisch Kraton behoorde ongeveer 2,5 miljard jaar (Ga) geleden samen met het Canadees Schild tot het paleocontinent Arctica. Bij een orogenese tijdens het Proterozoïcum, ongeveer 1,1 Ga geleden, werd dit paleocontinent deel van het supercontinent Rodinia. Tijdens een fase van rifting, zo'n 750 Ma geleden, brak Rodinia uiteen en maakte het Siberisch Kraton deel uit van het paleocontinent Protolaurazië. Na een nieuwe fase van gebergtevorming tijdens het Neoproterozoïcum werd Protolaurazië, en daarmee het Siberisch Kraton, mogelijk deel van het hypothetische zuidelijke supercontinent Pannotia.
Tijdens het vroege Cambrium was van een supercontinent al geen sprake meer omdat Siberia, net als Laurentia en Baltica, los raakte van Gondwana. In het Cambrium was Siberia grotendeels bedekt met een ondiepe, warme zee. Er was sprake van een carbonaatplatform, het zogenaamde "Siberisch platform". Gesteenten uit het Cambrium laten zien dat kleinere delen van het continent boven water uitstaken. Van oost naar west was sprake van open mariene omstandigheden, riffen, kusten en ten slotte een terrigene situatie.
Siberia bleef een zelfstandig paleocontinent tot de collisie met Kazachstania tijdens het Carboon. Bij de Oeral-orogenese tijdens het Perm botsten Siberia en Kazachstania met Baltica, waarbij de Oeral werd gevormd. Dit was tevens de laatste fase in het ontstaan van het supercontinent Pangea.